# Fuente el Saz de Jarama
Fuente el Saz de Jarama è un comune spagnolo di 4 813 abitanti situato nella comunità autonoma di Madrid.